# Laura Wienroither
 (juin 2024).
Si vous disposez d'ouvrages ou d'articles de référence ou si vous connaissez des sites web de qualité traitant du thème abordé ici, merci de compléter l'article en donnant les références utiles à sa vérifiabilité et en les liant à la section « Notes et références ».
Laura Wienroither, née le 13 janvier 1999 à Vöcklabruck en Autriche, est une footballeuse internationale autrichienne jouant au poste de défenseure à Arsenal.

## Biographie

### En club
Laura Wienroither commence le football en 2007 avec le TSV Frankenburg et y reste six ans. En 2013, elle s'engage avec l'Union Kleinmünchen à Linz. Elle y joue une première saison avec l'équipe réserve, puis deux autres saisons en première division autrichienne avec l'équipe première. Elle joue ensuite la saison 2016-2017 au SV Neulengbach et la saison suivante au SKN Sankt Pölten, où elle remporte le doublé coupe-championnat.

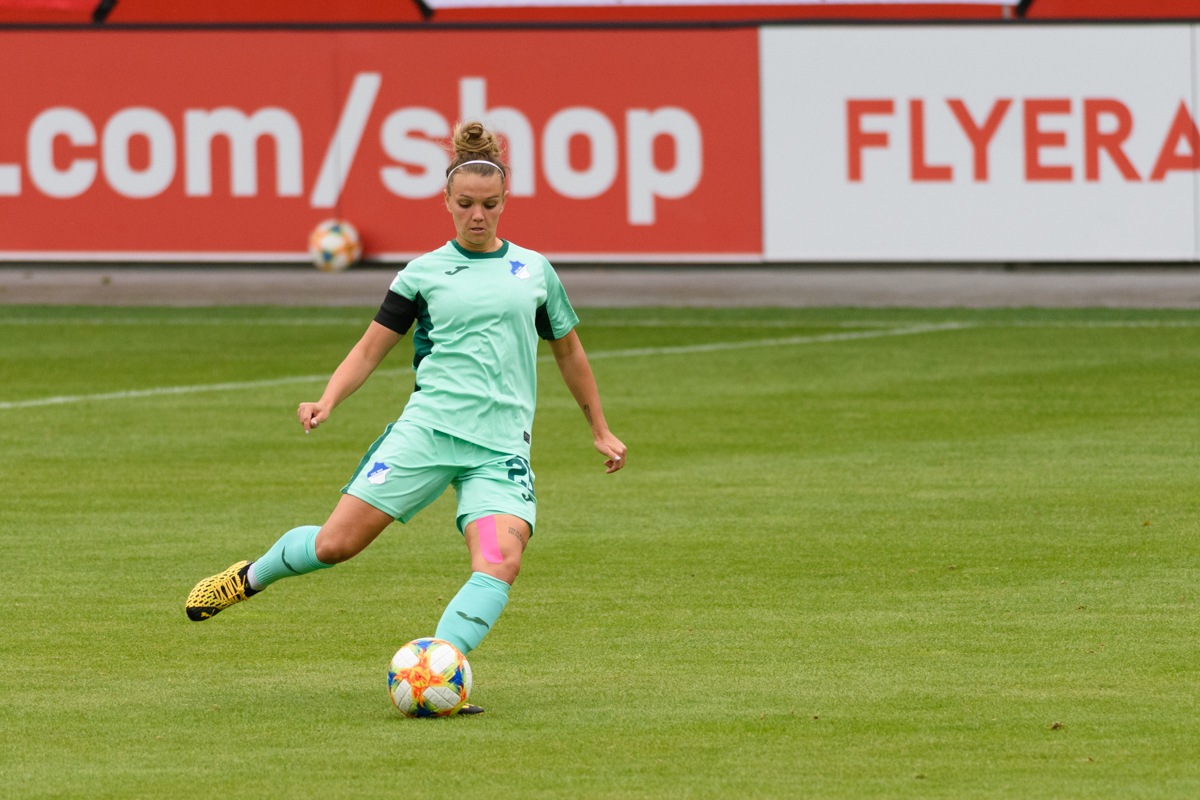
Laura Wienroither en mai 2020 avec le maillot du TSG 1899 Hoffenheim.

Laura Wienroither part ensuite à l'étranger. En 2018, elle s'engage au TSG Hoffenheim et y reste quatre ans, avec des matchs en alternance entre l'équipe première et l'équipe réserve entre 2018 et 2020. En janvier 2022, elle signe à Arsenal où se trouve sa compatriote Manuela Zinsberger.

### En sélection
Laura Wienroither est dans un premier temps sélectionnée avec les moins de 17 ans autrichiennes de 2014 à 2016, puis avec les 19 ans autrichiennes de 2016 à 2018. Elle honore sa première sélection en équipe d'Autriche lors du tournoi de Chypre en mars 2018, entrant à la 78e minute dans le match contre le Pays de Galles.
Elle est titulaire à l'Euro 2022, où l'Autriche termine en quarts de finale, en ayant seulement manqué le match contre l'Irlande du Nord à cause de test covid positif.

## Palmarès
- SKN Sankt Pölten
  - Vainqueure de la coupe d'Autriche en 2018
  - Vainqueure du championnat d'Autriche en 2018